# Autocefalie
Autocefalia (sau autoguvernarea - literalmente termenul înseamnă că "își este propriul său cap") desemnează statutul unei Biserici locale din Biserica Ortodoxă al cărei ierarh întâistătător (sau primat) nu trebuie să răspundă înaintea nici unui episcop de rang superior. Când un Sinod Ecumenic sau un episcop întâistătător (de exemplu un patriarh) eliberează o provincie ecleziastică de sub jurisdicția (ascultarea) sa, cu păstrarea deplinei comuniuni între Biserica provinciei respective și ierarhia de sub ascultarea căreia iese înseamnă că respectivul sinod sau episcop întâistătător acordă Bisericii provinciei respective autocefalia. Din punct de vedere istoric, autocefalia nu s-a obținut întotdeauna în acest mod.

## Istoric
Autocefalia este un concept dezvoltat cu timpul, în cadrul Bisericii. Aceasta înseamnă că el nu făcea parte din modul de organizare inițială a Bisericii, ci a apărut și s-a dezvoltat în timp, din motive practice. Deși există multe dispute referitoare la modalitatea corectă de a se obține autocefalia, din punct de vedere istoric și canonic există diferite soluții posibile.
Pentru unele Biserici, tradiția recunoaște unor scaune episcopale prestigioase statutul de întâistătătoare între eparhiile din respectivele regiuni, pentru cinstirea care li se aducea. Astfel sunt, de exemplu: 
- Biserica Romei
- Biserica din Constantinopol
- Biserica Alexandriei
- Biserica Antiohiei

În alte cazuri, Bisericile locale respective și-au declarat singure autocefalia, care le-a fost ulterior recunoscută. Aceasta a fost situația pentru:
- Biserica Rusiei, care și-a declarat independența de Biserica din Constantinopol în 1448, iar în 1589 a dat întâistătătorului său titlul de patriarh;
- Biserica Greciei și-a declarat autocefalia în 1833 dar a primit tomosul (decretul) de recunoaștere din partea Bisericii din Constantinopol abia în 1850;
- Biserica României și-a declarat autocefalia în 1865, confruntându-se inițial cu protestele vehemente ale Constantinopolului, care i-a recunoscut autocefalia abia în 1885.
- Biserica Ortodoxă Albaneză și-a proclamat autocefalia în 1922, aceasta fiindu-i recunoscută de Constantinopol în 1937;
- În ceea ce privește Biserica Georgiei, autocefalia i-a fost acordată de către Biserica Antiohiei încă din secolul al V-lea; după anexarea Georgiei de către Rusia țaristă, autoritățile imperiale ruse au abolit autocefalia Bisericii Georgiei, care a fost restabilită de facto în 1917 (dar a fost recunoscută ca atare de către Biserica Rusiei abia în 1943 și de către Biserica din Constantinopol abia după 1989).

Alte Biserici au devenit autocefale mai degrabă prin decizie guvernamentală, fiind recunoscute ca atare de alte părți ale Bisericii. Astfel au fost
- Biserica Serbiei a devenit de facto autocefală în 1832, dar a fost recunoscută de Constantinopol abia în 1879. Există voci care afirmă că autocefalia Bisericii Serbiei ar data încă de la 1219.
- Biserica Bulgariei a fost declarată independentă de către sultanii otomani, creându-se un haos canonic condamnat la Sinodul de la Ierusalim din 1872 (odată cu condamnarea filetismului) și rezolvat pe deplin abia în 1945.

În alte situații, autocefalia unor Biserici a fost decisă de un Sinod Ecumenic. Astfel: 
- Autocefalia Bisericii din Cipru a fost recunoscută la al treilea Sinod Ecumenic (431);
- Biserica Ierusalimului a fost declarată patriarhie cu autoritate asupra Bisericilor din regiune (pentru a contracara pretențiile episcopului de Cezareea) la Sinodul Trulan (692), care a stabilit canoanele celui de-al șaselea Sinod Ecumenic.

În alte cazuri, autocefalia este acordată de o Biserică-mamă unei Biserici-fiice. Astfel:
- În anul 466 Biserica Antiohiei l-a ridicat pe episcopul de Mtskheta la rangul de Catolicos de Kartli, astfel că Biserica Georgiei devenea autocefală;
- Biserica Ortodoxă din America și-a primit autocefalia de la Biserica Rusiei în 1970 (act care însă nu a fost recunoscut de mai multe alte Biserici autocefale).

## Analiză

### Autoritatea Constantinopolului
Ideea că Biserica din Constantinopol ar fi singura care are autoritatea de a acorda autocefalia unei alte Biserici se bazează pe interpretarea Canonului 28 al Sinodului de la Calcedon (451) care stabilește că Patriarhul Ecumenic are autoritate aspra "pământurilor barbare". Totuși, mulți consideră că respectivul canon se referea la anumite regiuni din jurul vechiului Imperiu Roman, neavând nici o legătură cu lumea modernă, 1500 de ani mai târziu. Din punct de vedere istoric (a se vedea mai sus), multe dintre Bisericile autocefale din zilele noastre au fost inițial sub autoritatea Constantinopolului, datorită proximității geografice sau tradiției activității misionarilor constantinopolitani în anumite zone. Astfel încât ceea ce apare unora ca o regulă fondată pe o viziune eclesiologică, pentru alții pare a fi doar o coincidență, fără conținut eclesiologic.
Există totuși mult mai multe dovezi istorice care să sugereze faptul că Biserica din Constantinopol are un fel de autoritate misionară în afara teritoriilor definite în mod explicit de către Sinoadele panortodoxe, în ceea ce privește stabilirea autocefaliilor. Această autoritate îi este contestată mai ales de către Biserica Rusiei și de către Bisericile-fiice și Bisericile de sub jurisdicția acesteia Arhivat în 25 februarie 2010, la Wayback Machine., mai ales în virtutea ideii că Moscova ar fi "A Treia Romă".

### Moduri de obținere a autocefaliei
În plus, însăși ideea că orice Biserică-mamă poate acorda autocefalia unei Biserici-fiice nu se poate susține cu argumente istorice sau canonic, așa cum sunt acestea astăzi. Înțelegerea modernă a autocefaliei este ulterioară perioadei de formare a tradiției canonice, apărând cu câteva secole mai târziu. Astfel încât nu s-ar putea spune că, pe baza canoanelor existente, se poate stabili o regulă clară cu privire la modul în care se obține autocefalia unei Biserici în secolul al XXI-lea.
Realitatea este că, din punct de vedere istoric și canonic, nu a existat o modalitate unică de a stabili autocefalia unei Biserici; iar aceasta, întrucât nu este de găsit o "teologie a autocefaliei" nici la Părinții Bisericii, nici în Sfânta Scriptură. Însăși ideea autocefaliei probabil că le-ar fi apărut oarecum stranie Sfinților Apostoli. Mai precis, autonomia și autocefalia nu sunt probleme explicit eclesiologice. Sunt probleme practice, de evoluție administrativă și canonică aflate încă în proces de soluționare (în context eclesiologic).
Singura regulă care pare dominantă este aceea conform căreia autocefalia este expresia voinței întregii comunități a Bisericilor Ortodoxe, pornind cel mai adesea din îndemnul Bisericii cu cea mai mare autoritate, cea din Constantinopol.  Acolo unde autocefalia unei Biserici a fost proclamată fără a avea acordul Constantinopolului, statutul acesteia a rămas în general precar.

## A se vedea și
- Lista Bisericilor autocefale și autonome
- Autonomie
- Istoria Bisericii Ortodoxe (cronologie)